# Торово
Торово (на словенски: Torovo) е село в Словения, регион Средна Словения, община Водице. Според Националната статистическа служба на Република Словения през 2015 г. селото има 43 жители.